# سورانوس من أفسس
سورانوس (باليونانية:Σωρανός)، هو طبيبٌ يوناني من مدينة أفسس (تركيا الحالية) عاش في القرنين الأول والثاني للميلاد. مارس الطّب في الإسكندريّة ومن ثمّ في روما، وكان من أهمّ الممثلين للمدرسة المنهجيّة في الطّب. حُفظ جزءٌ من نتاجه العلمي، ومن أبرز ما حُفظ، دراسته ذات المجلّدات الأربعة Gynecology(علم أمراض النساء)، إضافةً إلى ترجمةٍ لاتينية لعمله المعنون On Acute and Chronic Diseases (حول الأمراض الحادة والمزمنة).
وفقاً لموسوعة سودا (Suda) البيزنطيةٍ فإن سورانوس ينتمي إلى مدينة أفسس وقد مارس الطب في الإسكندرية وروما خلال حكم الإمبراطورين تراجان وهادريان (98-138). و يبدو أنه عاصر أركيجينيس الذي استخدم واحداً من أدويته.
ما زال بحثه حول (علم أمراض النّساء) محفوظا، كما أنّ أجزاءً من بحثيه (حول علامات الكسور) و (حول الضمادات) مازالت محفوظةً أيضا، لم يبقَ من عمله الهام (حول الأمراض الحادة والمزمنة) إلا القليل باللغة اليونانيّة، إلا أن نسخة لاتينيّةً كاملةً ترجمها كايليوس أوريليانوس مازالت موجودة. إلى جانب ما ذُكر، ثمّة أعمالٌ أخرى لسورانوس اندثرت ولم تُحفظ حيث لم يبقَ منها إلا عناوينها وبعض المقتطفات، نَقل عنه بولس الأجانيطي بأنه أول طبيبٍ يوناني وَصف دودة التنينة المدينية في كتاباته.

## وصلات خارجية
- سورانوس من أفسس على موقع الموسوعة البريطانية (الإنجليزية)